# La Estancia de Arriba
La Estancia de Arriba är en ort i Mexiko.   Den ligger i kommunen Huejuquilla el Alto och delstaten Jalisco, i den centrala delen av landet, 600 km nordväst om huvudstaden Mexico City. La Estancia de Arriba ligger 1 746 meter över havet och antalet invånare är 151.
Terrängen runt La Estancia de Arriba är kuperad åt nordväst, men åt sydost är den platt. Runt La Estancia de Arriba är det glesbefolkat, med 14 invånare per kvadratkilometer. Närmaste större samhälle är Huejuquilla, 1,3 km nordost om La Estancia de Arriba. I omgivningarna runt La Estancia de Arriba växer huvudsakligen savannskog.